# Barbara Hambly
Barbara Hambly (* 28. August 1951 in San Diego) ist eine US-amerikanische Schriftstellerin von Romanen und Kurzgeschichten, die sich vor allem den Genre Fantasy, aber auch dem Science-Fiction, zuordnen lassen. Sie ist auch als Drehbuchautorin tätig.

## Biografie
Hambly wuchs in Montclair, Kalifornien auf und hat zwei Geschwister, eine ältere Schwester namens Mary und den jüngeren Bruder Ed. 1975 schloss sie die Riverside-Universität in Kalifornien mit einem Master in Mittelalterlicher Geschichte ab. Während ihres Studiums verbrachte sie ein Jahr in Bordeaux.
Sie heiratete 1998 den Science-Fiction-Autor George Alec Effinger. Von 1994 bis 1996 war sie Präsidentin der Science Fiction Writers of America.
- Locus Award in der Kategorie Bester Horror-Roman, für Those Who Hunt the Night (Jagd der Vampire), 1989
- insgesamt 13 Mal für den Locus nominiert

## Bibliografie

### Darwath
- The Time of the Dark, Del Rey / Ballantine 1982, ISBN 0-345-29669-9
  - Gefährtin des Lichts, Bastei Lübbe 1986, Übersetzerin Waltraud Götting, ISBN 3-404-28143-8
- The Walls of Air, Del Rey / Ballantine 1983, ISBN 0-345-29670-2
  - Gefährtin des Lichts, Bastei Lübbe 1986, Übersetzerin Waltraud Götting, ISBN 3-404-28143-8
- The Armies of Daylight, Del Rey / Ballantine 1983, ISBN 0-345-29671-0
  - Gefährtin des Lichts, Bastei Lübbe 1986, Übersetzerin Waltraud Götting, ISBN 3-404-28143-8
- Mother of Winter, Del Rey / Ballantine 1996, ISBN 0-345-39722-3
  - Mutter des Winters, Bastei Lübbe 1998, Übersetzerin Frauke Meier, ISBN 3-404-20323-2
- Icefalcon’s Quest, Del Rey / Ballantine 1998, ISBN 0-345-39724-X
  - Die Odyssee des Eisfalken, Bastei Lübbe 1999, Übersetzer Winfried Czech, ISBN 3-404-20364-X

Die ersten drei Originalbände sind in Gefährtin des Lichts zusammengefasst.

### Sun Wolf und Starhawk
- The Ladies of Mandrigyn, Del Rey / Ballantine 1984, ISBN 0-345-30919-7
  - Die Frauen von Mandrigin, Bastei Lübbe 1984, Übersetzer Andreas Brandhorst, ISBN 3-404-13066-9
- The Witches of Wenshar, Unwin 1987, ISBN 0-04-823381-1
  - Die Hexen von Wenshar, Bastei Lübbe 1988, Übersetzer Michael Nagula, ISBN 3-404-13170-3
- The Dark Hand of Magic, Del Rey / Ballantine 1990, ISBN 0-345-35807-4
  - Die dunkle Hand der Magie, Bastei Lübbe 1992, Übersetzerin Ute Thiemann, ISBN 3-404-20195-7
- Sonnenwolf, Bastei Lübbe 1992, ISBN 3-404-20194-9 (Sammelband der beiden ersten Bücher)

### Star Trek
- Ishmael, Pocket Books 1985, ISBN 0-671-55427-1
  - Ishmael, Heyne 1990, Übersetzer Andreas Brandhorst, ISBN 3-453-03927-0
- Ghost-Walker, Titan Books 1990, ISBN 1-85286-352-8
  - Der Kampf ums nackte Überleben, Heyne 1995, Übersetzer Ronald M. Hahn, ISBN 3-453-08581-7
- Crossroad, Pocket Books 1994, ISBN 0-671-79323-3
  - Kreuzwege, Heyne 1998, Übersetzer Bernhard Kempen, ISBN 3-453-13340-4

### Die Saga vom Drachentöter (Winterlands)
- Dragonsbane, Del Rey / Ballantine 1986, ISBN 0-345-31572-3
  - Der schwarze Drache, Bastei Lübbe 1987, Übersetzer Andreas Brandhorst, ISBN 3-404-20096-9
- Dragonshadow, Del Rey / Ballantine 1999, ISBN 0-345-42187-6
  - Die Dunkle Brut, Bastei Lübbe 2000, Übersetzerin Susanne Tschirner, ISBN 3-404-20389-5
- Knight of the Demon Queen, Del Rey / Ballantine 2000, ISBN 0-345-42189-2
  - Der Sternendrache, Bastei Lübbe 2002, Übersetzerin Susanne Tschirner, ISBN 3-404-20434-4
- Dragonstar, Del Rey / Ballantine 2003, ISBN 0-345-44121-4
  - Der Drachentöter, Bastei Lübbe 2004, Übersetzerin Susanne Tschirner, ISBN 3-404-20487-5

### Die Chroniken von Windrose (The Windrose Chronicles)
- The Silent Tower, Del Rey / Ballantine 1986, ISBN 0-345-33764-6
  - Der Zauberturm, Bastei Lübbe 1994, Übersetzerin Eva Bauche-Eppers, ISBN 3-404-20239-2
- The Silicon Mage, Unwin Paperbacks 1988, ISBN 0-04-440149-3
  - Der Megabyte Magier, Bastei Lübbe 1994, Übersetzerin Eva Bauche-Eppers, ISBN 3-404-20243-0
- Dog Wizard, Del Rey / Ballantine 1993, ISBN 0-345-37714-1
  - Das Dämonentor, Bastei Lübbe 1995, Übersetzerin Eva Bauche-Eppers, ISBN 3-404-20247-3
- Stranger at the Wedding, Del Rey / Ballantine 1994, ISBN 0-345-38097-5

### James Asher
- Those Who Hunt the Night, Del Rey / Ballantine 1988, ISBN 0-345-34380-8
  - Jagd der Vampire, Bastei Lübbe 1992, Übersetzerin Ute Thiemann, ISBN 3-404-13384-6
- Traveling with the Dead, Del Rey / Ballantine 1995, ISBN 0-345-38102-5
  - Gefährten des Todes, 1996, Übersetzerin Barbara Röhl, ISBN 3-404-28234-5
- Blood Maidens, Severn House 2011, ISBN 978-0-7278-6947-0
- Magistrates of Hell, Severn House 2012, ISBN 978-0-7278-8158-8
- The Kindred of Darkness, Severn House 2013, ISBN 978-0-7278-8342-1
- Darkness on His Bones, Severn House 2015, ISBN 978-0-7278-8523-4
- Pale Guardian, Severn House 2016, ISBN 978-0-7278-8677-4
- Prisoner of Midnight, Severn House 2019, ISBN 978-1-4483-0198-0

### Beauty and the Beast
- Beauty and the Beast, Avon Books 1989, ISBN 0-380-75795-8
  - Die Schöne und das Biest, Bastei Lübbe 1990, Übersetzer Bringfried Schröder, ISBN 3-404-11485-X
- Song of Orpheus, Avon Books 1990, ISBN 0-380-75798-2
  - Die Schöne und das Biest 3, Bastei Lübbe 1991, Übersetzerin Eva Malsch, ISBN 3-404-11626-7

### Sun-Cross
- The Rainbow Abyss, Grafton 1991, ISBN 0-246-13838-6
- The Magicians of Night, Del Rey / Ballantine 1992, ISBN 0-345-36259-4

### Star Wars
- Children of the Jedi, Bantam Press 1995, ISBN 0-593-03764-2
  - Palpatines Auge, Heyne 1997, Übersetzer Horst Pukallus, ISBN 3-453-12444-8
- Planet of Twilight, Bantam Press 1997, ISBN 0-593-04133-X
  - Planet des Zwielichts, Heyne 2001, Übersetzer Heinz Nagel, ISBN 3-453-17741-X

### Die Benjamin January Mysteries (Benjamin January)
- A Free Man of Color, Bantam Books 1997, ISBN 0-553-10258-3
  - Die Farben der Freiheit, Goldmann 1997, Übersetzerinnen Caroline Einhäupl und Barbara Schmitz-Burckhardt, ISBN 3-442-43965-5
- Fever Season, Bantam Books 1998, ISBN 0-553-10254-0
  - Schatten am großen Strom, Goldmann 1999, Übersetzer Jens Plassmann, ISBN 3-442-35154-5
- Graveyard Dust, Bantam Books 1999, ISBN 0-553-10259-1
- Sold Down the River, Bantam Books 2000, ISBN 0-553-10257-5
- Die upon a Kiss, Bantam Books 2001, ISBN 0-553-10924-3
- Wet Grave, Bantam Books 2002, ISBN 0-553-10935-9
- Days of the Dead, Bantam Books 2003, ISBN 0-553-10954-5
- Dead Water, Bantam Books 2004, ISBN 0-553-10964-2
- Dead and Buried, Severn House 2010, ISBN 978-0-7278-6867-1
- The Shirt on His Back, Severn House 2011, ISBN 978-0-7278-8010-9
- Ran Away, Severn House 2011, ISBN 978-0-7278-8082-6
- Good Man Friday, Severn House Digital 2013, ISBN 978-1-78010-393-8
- Crimson Angel, Severn House 2014, ISBN 978-0-7278-8427-5
- Drinking Gourd, Severn House 2016, ISBN 978-0-7278-8606-4

### Magic Time
- Magic Time, Eos / HarperCollins 2001, ISBN 0-06-105068-7 (mit Marc Scott Zicree)

### Schwestern des Raben (Sisters of the Raven)
- Sisters of the Raven, Aspect / Warner Books 2002, ISBN 0-446-67704-3
  - Schwestern des Raben, Bastei Lübbe 2007, Übersetzerin Angela Koonen, ISBN 3-404-20565-0
- Circle of the Moon, Aspect / Warner Books 2005, ISBN 0-446-69404-5
  - Im Kreis des Mondes, 2007, ISBN 3-404-20578-2

### Einzelromane
- The Quirinal Hill Affair, St. Martin’s Press 1983, ISBN 0-312-66123-1
  - Die Entführung auf dem Quirinal, Bastei Lübbe 1995, Übersetzerinnen Gudrun Höppe und Cornelia Härecker, ISBN 3-404-13669-1
- Bride of the Rat God, Del Rey / Ballantine 1994, ISBN 0-345-38101-7

### Kurzgeschichten
- Changeling
- Sisters of the Night
- The Little Tailor and the Elves
- The Horsemen and the Morning Star
- A Night with the Girls
- Each Damp Thing
- The Man Who Loved His Craft
- Immortal Blood
- Soldier of the Queen
- Tales from Jabba’s Palace
- Tales from the Mos Elsley Cantina
- Murder in Slushtime
- The Dollmaker of Marigold Walk
- The Invisible Labyrinth
- Budayeen Nights
- The Adventure of the Antiquarian’s Niece

### Als Herausgeberin
- Women of the Night (1994)
- Sisters of the Night (1995) (mit Martin H. Greenberg)